# Jordi Nuñez
Jordi Núñez Carretero (Granollers, 19 de setembro de 1968) é um ex-handebolista profissional espanhol, atuava como goleiro, medalhista olímpico.